# Allium koyuncui
Allium koyuncui är en amaryllisväxtart som beskrevs av Hayri Duman och Neriman Özhatay. Allium koyuncui ingår i släktet lökar, och familjen amaryllisväxter.
Artens utbredningsområde är Turkiet. Inga underarter finns listade i Catalogue of Life.